# Arrow Air-vlucht 1285
Arrow Air-vlucht 1285 was een McDonnell Douglas DC-8-63CF van Arrow Air die gecharterd was door het Amerikaanse leger en die 248 Amerikaanse militairen uit Caïro terugvloog naar hun basis in Fort Campbell, Kentucky, met tussenstops in Keulen en Gander (Canada).

## Het ongeval
Nadat het vliegtuig had bijgetankt, steeg het op om 06.45 uur lokale tijd op 12 december 1985 vanaf startbaan 22 van Gander International Airport. Het klom met moeite en begon al snel weer hoogte te verliezen. Het vloog zeer laag over de Trans-Canada Highway en stortte neer op zo'n kilometer van het einde van de startbaan. Het toestel brak in stukken uiteen en vloog in brand. Alle inzittenden kwamen om het leven. Het ongeluk is de zwaarste vliegramp in de Canadese geschiedenis. Op de plaats van het ongeluk is een herdenkingsmonument opgericht, evenals in Fort Campbell.

## Mogelijke oorzaak
De Canadian Aviation Safety Board onderzocht het ongeval maar kon de exacte gebeurtenissen die leidden tot het ongeval niet bepalen. De waarschijnlijkste oorzaak van het verlies van liftkracht en de overtrek op lage hoogte, waarbij geen herstel meer mogelijk was, was volgens de CASB ijsvorming aan de voorzijde en de bovenzijde van de vleugels. Vier leden van de CASB waren het daar niet mee eens en formuleerden een minderheidsstandpunt. Volgens hen was een brand, veroorzaakt door een explosie van onbekende aard aan boord van het toestel, de oorzaak van het ongeval.